# Carl Folcker
Carl Wilhelm Folcker (* 28. März 1889 in Filipstad; † 3. Juli 1911 in Karlstad) war ein schwedischer Turner.

## Erfolge
Carl Folcker, der für den Verein Stockholms GF turnte, nahm 1908 in London an den Olympischen Spielen teil und trat dort im Mannschaftsmehrkampf an, einem der beiden Wettkämpfe im Geräteturnen. Die Turnriegen bestanden aus 16 bis 40 Turnern und es war innerhalb von 30 Minuten Wettkampfzeit eine Gesamtpunktzahl von 480 Punkten möglich. 
Der Wettbewerb bestand aus einer Gruppenübung mit und ohne Turngeräte, die innerhalb von 30 Minuten absolviert werden musste. Insgesamt waren acht Mannschaften mit in Summe 254 Turnern am Start. Eine Mannschaft musste dabei aus 16 bis 40 Turnern bestehen. Jeder der drei Kampfrichter vergab ein Maximum von 160 Punkten (40 für das Auftreten, 60 für die Ausführung und 60 für die Schwierigkeit). Dabei wurden Stil, Schwierigkeit, Vielseitigkeit und Gesamteindruck für die Wertung berücksichtigt.
Mit der schwedischen Mannschaft gewann Folcker mit 438 Punkten vor Norwegen, dessen Turner auf 425 Punkte kamen, und Finnland mit 405 Punkten die Goldmedaille und wurde somit Olympiasieger. Zur Mannschaft gehörten neben ihm noch Gösta Åsbrink, Carl Bertilsson, Hjalmar Cedercrona, Andreas Cervin, Rudolf Degermark, Sven Forssman, Erik Granfelt, Carl Hårleman, Hugo Jahnke, Johan Jarlén, Nils Robert Hellsten, Gunnar Höjer, Arvid Holmberg, Carl Holmberg, Oswald Holmberg, Gustaf Johnsson, Rolf Johnsson, Sven Landberg, Olle Lanner, Axel Ljung, Nils von Kantzow, Osvald Moberg, Carl Norberg, Erik Norberg, Tor Norberg, Axel Norling, Daniel Norling, Gustaf Olson, Leonard Peterson, Sven Rosén, Gustaf Rosenquist, Axel Sjöblom, Birger Sörvik, Haakon Sörvik, Karl-Johan Svensson, Karl-Gustaf Vingqvist und Nils Widforss.